# پیکارتس
پیکارتس (به چکی: Pikárec) یک منطقهٔ مسکونی در جمهوری چک است که در ناحیه ژدار ناد سازاووو واقع شده‌است. پیکارتس ۸٫۴۵ کیلومتر مربع مساحت و ۳۱۸ نفر جمعیت دارد و ۵۴۳ متر بالاتر از سطح دریا واقع شده‌است.